# 太原街站
太原街站位于辽宁省沈阳市和平区，是沈阳地铁1号线和4号线的车站，于2010年9月27日随一号线开通而启用，并于2023年9月29日随四号线开通成为换乘车站。
车站施工时期曾用名“南京街站”，但因后期四号线在南京街沿线规划了多座车站，为避免乘客混淆，本站进行改名。现站名“太原街站”来源于车站附近的太原街步行街。

## 车站结构

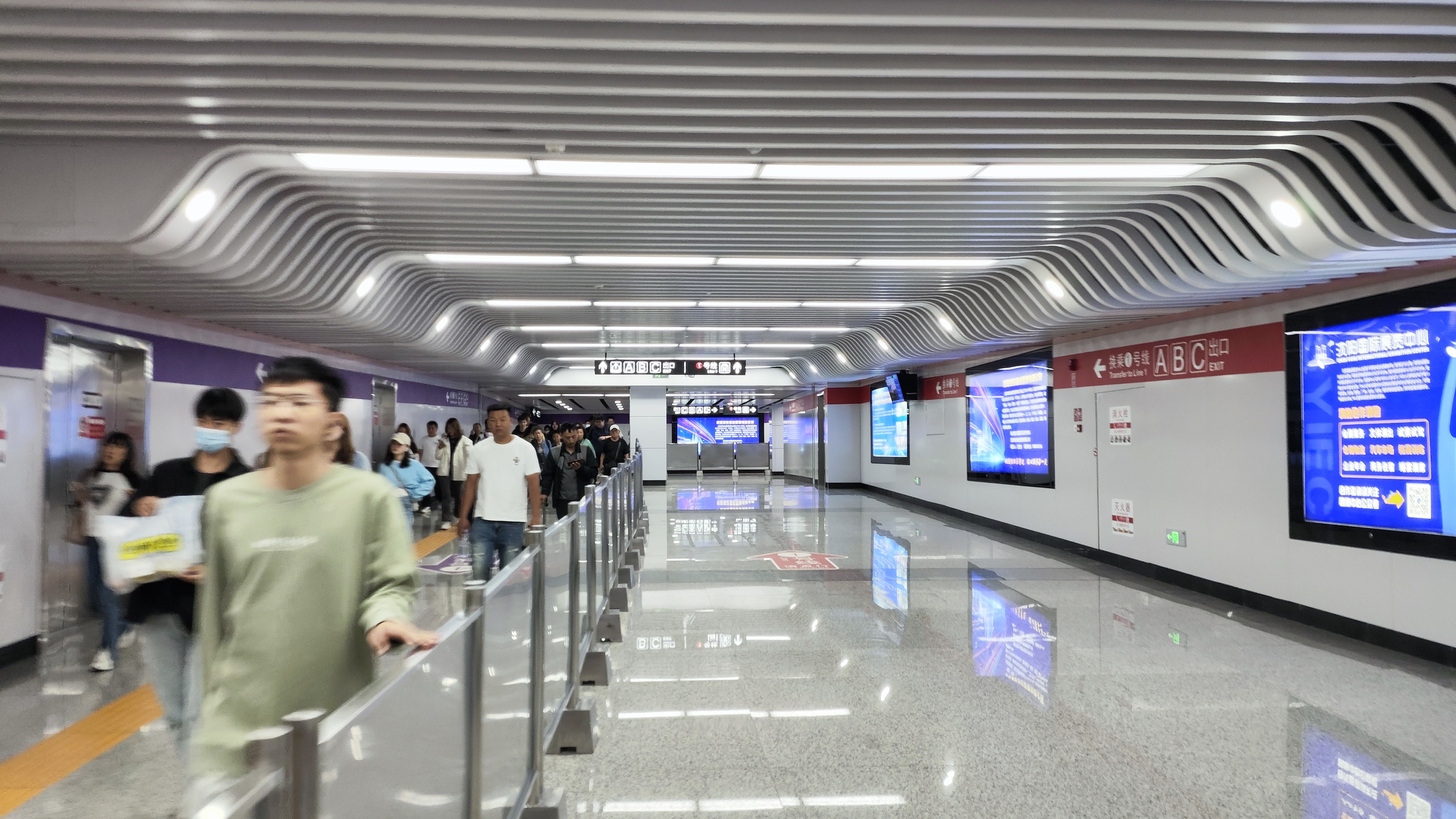
本站一号线与四号线的换乘通道

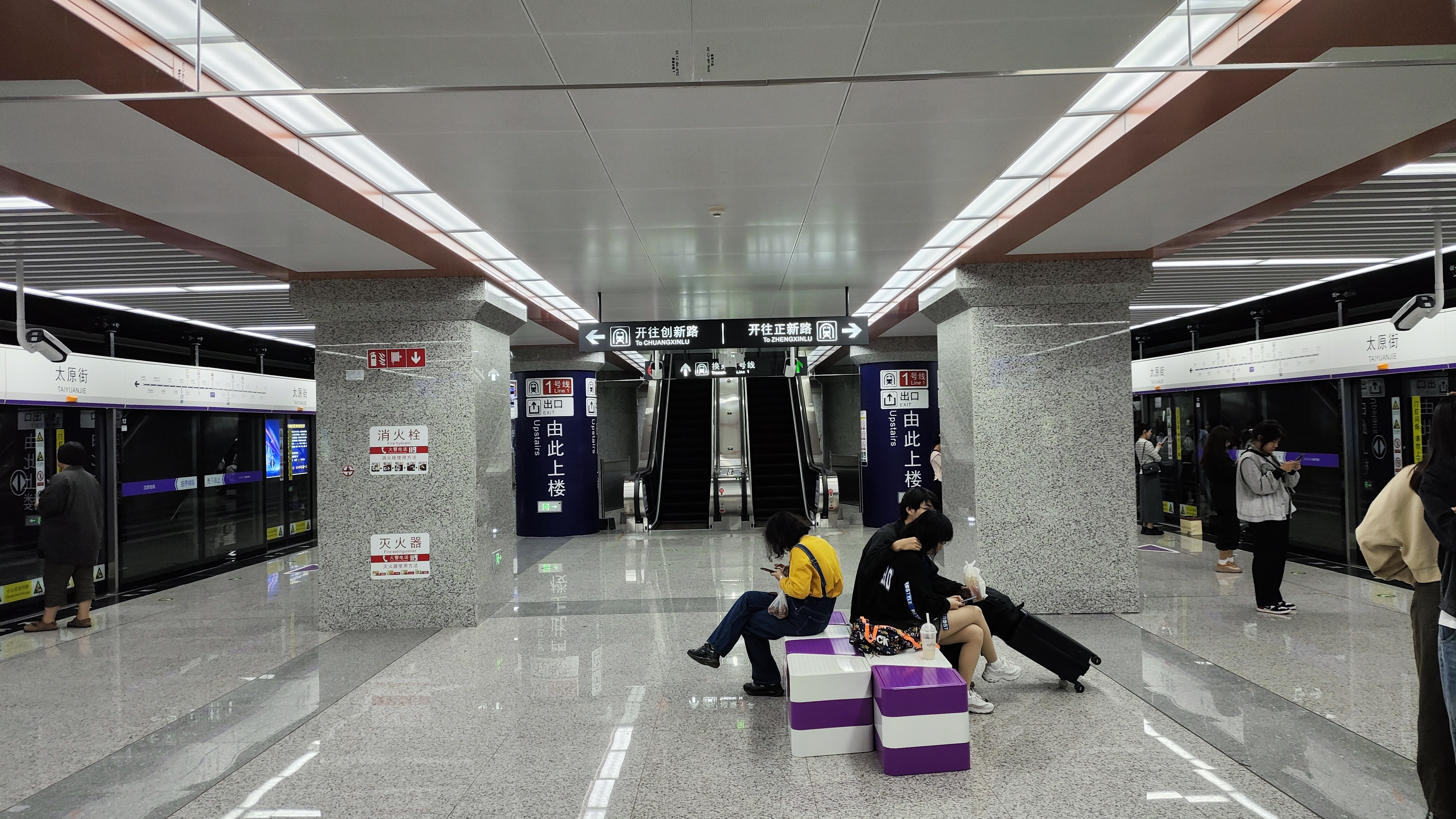
本站4号线站台层

本站主体位于南京街与中华路交口处地下，沿中华路布置，一号线车站主体为东西走向，四号线车站主体为南北走向。车站形式为地下三层岛式车站，地下一层为站厅层，地下二层为一号线站台层，地下三层为四号线站台层，其中四号线站厅位于一号线下方，两线通过换乘通道完成换乘。
本站A出入口一侧的乘客服务中心已改造为盛京通营业网点，并于2021年10月8日起正式营业。
本站4号线站厅层设置有罗森便利店，属于沈阳地铁首批开业的地铁车站内便利店设施。

### 车站楼层
|                   |  | █ 1号线往十三号街（沈阳站） |
| 島式 · 開左邊车门 |  |                             |
|                   |  | █ 1号线往双马（南市场）     |

|                   |  | █ 4号线往正新路（市府大路） |
| 島式 · 開左邊车门 |  |                             |
|                   |  | █ 4号线往创新路（南五马路） |

### 车站出口
车站设置9个出入口，其中一号线站厅设置4个出入口，四号线站厅设置4个出入口，另有1个出入口为两线站厅共用。
其中，A、B出入口直接连接一号线站厅，A出入口位于中华路与南昌街路口西侧，朝向东；B出入口位于中华路与南京北街路口东北侧，朝向西并设置无障碍电梯。C出入口位于中华路南侧，朝向东并连接一号线和四号线站厅，同时该出入口内分别设置通往欧亚沈阳联营公司B1层的C1出入口（该通道启用初期无出入口编号，仅有模仿地铁格式的“欧亚联营”指示牌）及通往时尚地下步行街B区的C3出入口（为一号线及时尚地下B区前身朗勤商道建设时预留，于2019年8月21日投入使用，2022年8月起因时尚地下内部重装原因暂停使用（实为涉及时尚地下、朗勤商道及业户之间的三方纠纷无法经营），重新开放时间另行通知）。
四号线站厅则设置E、F、G及L1四个出入口，其中E出入口位于南京南街西侧，新世界商业中心旁，朝向西；F出入口位于南京南街与南一马路路口西北侧，朝向西并设置无障碍电梯；G出入口位于南京南街与南一马路路口东南侧，朝向东；L1出入口为通往附近商业项目的预留接口。
| 出口编号               | 出口指示                  | 建议前往的目的地 | 照片 |
| ---------------------- | ------------------------- | --- | ---- |
| 一号线站厅             |                           | |      |
| 出口 · A               | 中华路路北                | 中华路、南昌街、中国建设银行沈阳沈中支行大楼、东北中山中学、和平一校、第二十中学南校区                                                           |      |
| 出口 · B               | 中华路 路北 南京北街 路东 | 南京北街、中冶凤凰城、外汇商业大厦、北约克置地广场、亨吉利世界名表中心、海润国际、沈阳古玩城、钻石星座、沈阳艾美酒店、中国医科大学及中国医大一院 |      |
| 一号线及四号线站厅共用 |                           | |      |
| 出口 · C               | 中华路 路南               | 中华路、南京南街、美丽豪酒店、富丽华商务中心、华君百货（在建）                                                                                   |      |
| 出口 · C · 1           | 中华路 路南 南京南街      | 欧亚沈阳联营公司、欧亚联营商务大厦 |      |
| 出口 · C · 3           | 时尚地下                  | 朗勤商道（可进一步通往太原街步行街及沈阳站（开放时间09:00-21:00，暂停使用，恢复时间另行通知）                                                    |      |
| 四号线站厅             |                           | |      |
| 出口 · E               |                           | 南京南街、新世界商业中心、新世界名汇、金杯商务酒店、同泽南街                                                                                     |      |
| 出口 · F               |                           | 南京南街、南一马路西侧、南京街第一小学、新世界商业中心、力创大厦、南二马路、沈铁文化宫                                                           |      |
| 出口 · G               |                           | 南京南街、南一马路东侧、中华剧场、东北育才学校、徐州街、中山公园                                                                                 |      |
| 出口 · L · 1           |                           | 商业项目预留接口（时尚地下或新世界商业中心） |      |

## 利用状况
本站位于太原街商圈以东，虽名为“太原街站”但却距太原街步行街相对较远（请见下文争议章节），因此很少有乘客利用本站前往太原街步行街或使用时尚地下的接驳通道来往本站。但由于本站附近有多所中小学及高档写字楼，且欧亚联营商场与本站接驳，故本站客流依然稳定。

## 接驳交通
中山公园西（南京北街站位，北向站位G出入口向南约200米，南向站位F出入口向南约220米）
| 中华路南京街/中华路和平大街（站位位于中华路，西向站台A/B出入口之间，东向站台C出入口向东180米） \| 编号 \| 编号 \| 线路 \| 线路 \| 线路 \| 收费 \| 运营商 \| 备注 \| \| ------ \| ---- \| ---------------- \| ------ \| -------------------- \| ----- \| ------------ \| --------------------------------------- \| \| \| 103 \| 长客西站公交枢纽 \| ⇆ \| 五爱市场东 \| 2元 \| 通运巴士 \| \| \| \| 203 \| 艳粉新村 \| ⇆ \| 沈阳北站 \| 2元 \| 地铁巴士西区 \| \| \| \| 207 \| 南十三路兴顺街 \| ⇆ \| 龙之梦亚太城 \| 2元 \| 地铁巴士西区 \| \| \| \| 210 \| 金山小区 \| ⇆ \| 马路湾 \| 2元 \| 通利公司 \| \| \| \| 221 \| 沈阳东站 \| ⇆ \| 沈阳站 \| 2元 \| 通利公司 \| \| \| \| 225 \| 东塔机场 \| ⇆ \| 沈阳站南（南一马路） \| 2元 \| 地铁巴士南区 \| \| \| \| 235 \| 丁香湖畔新城 \| ⇆ \| 马路湾 \| 2元 \| 黄河公司 \| \| \| \| 237 \| 和睦路地坛街 \| ⇆ \| 铁西广场 \| 2元 \| 地铁公交 \| \| \| \| 240 \| 长客西站公交枢纽 \| ⇆ \| 马路湾 \| 2元 \| 通运巴士 \| \| \| \| 246 \| 惠民新居 \| ⇆ \| 沈阳站 \| 2元 \| 地铁公交 \| \| \| \| 263 \| 御龙逸城 \| ⇆ \| 西塔南 \| 2元 \| 客运二分 \| \| \| \| 328 \| 新城子火车站 \| ⇆ \| 马路湾 \| 2–4元 \| 客运一分 \| 分段收费 使用盛京通卡需上下车各刷卡一次 \| \| \| 501 \| 沙岭客运站 \| 全程 ⇆ \| 五爱市场西区 \| 2–3元 \| 通运巴士 \| 分段收费 使用盛京通卡需上下车各刷卡一次 \| \| 区间 ⇆ \| 501 \| 沙岭客运站 \| 马路湾 \| \| 2–3元 \| 通运巴士 \| 分段收费 使用盛京通卡需上下车各刷卡一次 \| |      |                  |        |                      |       |              |                                         |
| 编号 | 编号 | 线路             | 线路   | 线路                 | 收费  | 运营商       | 备注                                    |
| | 103  | 长客西站公交枢纽 | ⇆      | 五爱市场东           | 2元   | 通运巴士     |                                         |
| | 203  | 艳粉新村         | ⇆      | 沈阳北站             | 2元   | 地铁巴士西区 |                                         |
| | 207  | 南十三路兴顺街   | ⇆      | 龙之梦亚太城         | 2元   | 地铁巴士西区 |                                         |
| | 210  | 金山小区         | ⇆      | 马路湾               | 2元   | 通利公司     |                                         |
| | 221  | 沈阳东站         | ⇆      | 沈阳站               | 2元   | 通利公司     |                                         |
| | 225  | 东塔机场         | ⇆      | 沈阳站南（南一马路） | 2元   | 地铁巴士南区 |                                         |
| | 235  | 丁香湖畔新城     | ⇆      | 马路湾               | 2元   | 黄河公司     |                                         |
| | 237  | 和睦路地坛街     | ⇆      | 铁西广场             | 2元   | 地铁公交     |                                         |
| | 240  | 长客西站公交枢纽 | ⇆      | 马路湾               | 2元   | 通运巴士     |                                         |
| | 246  | 惠民新居         | ⇆      | 沈阳站               | 2元   | 地铁公交     |                                         |
| | 263  | 御龙逸城         | ⇆      | 西塔南               | 2元   | 客运二分     |                                         |
| | 328  | 新城子火车站     | ⇆      | 马路湾               | 2–4元 | 客运一分     | 分段收费 使用盛京通卡需上下车各刷卡一次 |
| | 501  | 沙岭客运站       | 全程 ⇆ | 五爱市场西区         | 2–3元 | 通运巴士     | 分段收费 使用盛京通卡需上下车各刷卡一次 |
| 区间 ⇆ | 501  | 沙岭客运站       | 马路湾 |                      | 2–3元 | 通运巴士     | 分段收费 使用盛京通卡需上下车各刷卡一次 |

| 编号   | 编号 | 线路             | 线路   | 线路                 | 收费  | 运营商       | 备注                                    |
| ------ | ---- | ---------------- | ------ | -------------------- | ----- | ------------ | --------------------------------------- |
|        | 103  | 长客西站公交枢纽 | ⇆      | 五爱市场东           | 2元   | 通运巴士     |                                         |
|        | 203  | 艳粉新村         | ⇆      | 沈阳北站             | 2元   | 地铁巴士西区 |                                         |
|        | 207  | 南十三路兴顺街   | ⇆      | 龙之梦亚太城         | 2元   | 地铁巴士西区 |                                         |
|        | 210  | 金山小区         | ⇆      | 马路湾               | 2元   | 通利公司     |                                         |
|        | 221  | 沈阳东站         | ⇆      | 沈阳站               | 2元   | 通利公司     |                                         |
|        | 225  | 东塔机场         | ⇆      | 沈阳站南（南一马路） | 2元   | 地铁巴士南区 |                                         |
|        | 235  | 丁香湖畔新城     | ⇆      | 马路湾               | 2元   | 黄河公司     |                                         |
|        | 237  | 和睦路地坛街     | ⇆      | 铁西广场             | 2元   | 地铁公交     |                                         |
|        | 240  | 长客西站公交枢纽 | ⇆      | 马路湾               | 2元   | 通运巴士     |                                         |
|        | 246  | 惠民新居         | ⇆      | 沈阳站               | 2元   | 地铁公交     |                                         |
|        | 263  | 御龙逸城         | ⇆      | 西塔南               | 2元   | 客运二分     |                                         |
|        | 328  | 新城子火车站     | ⇆      | 马路湾               | 2–4元 | 客运一分     | 分段收费 使用盛京通卡需上下车各刷卡一次 |
|        | 501  | 沙岭客运站       | 全程 ⇆ | 五爱市场西区         | 2–3元 | 通运巴士     | 分段收费 使用盛京通卡需上下车各刷卡一次 |
| 区间 ⇆ | 501  | 沙岭客运站       | 马路湾 |                      | 2–3元 | 通运巴士     | 分段收费 使用盛京通卡需上下车各刷卡一次 |

| 编号 | 编号 | 线路             | 线路 | 线路         | 收费 | 运营商       | 备注 |
| ---- | ---- | ---------------- | ---- | ------------ | ---- | ------------ | ---- |
|      | 115  | 望花工业园       | ⇆    | 新华路       | 2元  | 安运公交     |      |
|      | 231  | 金山小区         | ⇆    | 滑翔三小区   | 2元  | 地铁公交     |      |
|      | 264  | 长客西站公交枢纽 | ⇆    | 沈阳北站     | 2元  | 通运巴士     |      |
|      | 282  | 南塔街南二环     | ⇆    | 第二十一中学 | 2元  | 地铁巴士南区 |      |

| 编号 | 编号 | 线路             | 线路 | 线路         | 收费 | 运营商       | 备注 |
| ---- | ---- | ---------------- | ---- | ------------ | ---- | ------------ | ---- |
|      | 115  | 望花工业园       | ⇆    | 新华路       | 2元  | 安运公交     |      |
|      | 231  | 金山小区         | ⇆    | 滑翔三小区   | 2元  | 地铁公交     |      |
|      | 261  | 中法生态城       | ⇆    | 中山公园西   | 2元  | 通运巴士     |      |
|      | 264  | 长客西站公交枢纽 | ⇆    | 沈阳北站     | 2元  | 通运巴士     |      |
|      | 282  | 南塔街南二环     | ⇆    | 第二十一中学 | 2元  | 地铁巴士南区 |      |

|-
中山公园西（南二马路单向站位，F出入口向南约280米）
| 编号 | 编号 | 线路             | 线路 | 线路                 | 收费 | 运营商       | 备注     |
| ---- | ---- | ---------------- | ---- | -------------------- | ---- | ------------ | -------- |
|      | 152  | 汇泉东路长青街   | ⇆    | 沈阳站南（民主路）   | 2元  | 客运一分     | 原 502   |
|      | 223  | 江南水乡         | ⇆    | 沈阳站南（民主路）   | 2元  | 地铁巴士南区 |          |
|      | 225  | 东塔机场         | ⇆    | 沈阳站南（南一马路） | 2元  | 地铁巴士南区 |          |
|      | 264  | 长客西站公交枢纽 | ⇆    | 沈阳北站             | 2元  | 通运巴士     |          |
|      | 523  | 富民桥北         | ⇆    | 沈阳站南（民主路）   | 2元  | 客运一分     | 定时班车 |

! style="background:#CCCCCC;" |註釋
|-
|style="font-size:85%; text-align:left;" |
- 210路仅金山小区方向停靠“中华路南京街”西向站台（马路湾方向在北二马路设置“北二马路南京街”站位）；
225路仅东塔机场方向停靠“中华路南京街”东向站台（沈阳站南方向停靠“中山公园西”南二马路站位）。
- 235路除中华路南京街车站外，“马路湾”始发站设在A出入口向东180米处（亚朵酒店门前），同时240路在该站位设置中途站。
- 264路长客西站公交枢纽方向“中山公园西”站位设于南二马路，沈阳北站方向站位设置于南京街东侧。
- 261路“中山公园西”始发站位于中山公园西门旁，与其它线路站位不在同一处。
- 282路“中山公园西”南京街站位仅第二十一中学方向停靠，南塔街南二环方向不设置该站，需在南三马路“体育广场”站位乘车。
- 152路、223路、523路仅沈阳站（南）方向停靠“中山公园西”南二马路站位，去往沈阳理工大学、江南水乡或富民桥北方向需在南三马路“体育广场”站位乘车。

|-

## 与本站有关的争议

#### 下车之后没有太原街
本站的位置位于南京街和中华路交汇口下方，距太原街商圈中心（太原街步行街与中华路交汇口）大约500m左右，而下一站沈阳站站的D出入口（位于沃尔玛超市太原街店门前）距该交叉点不足300米，并且可到达太原街商圈的多个主流商业体，因此大多数乘客不会选择本站前往太原街。
但命名上，因本站采用地理位置附近的地标太原街来命名，因此仍有部分乘客认为本站出站后即是太原街步行街，导致步行距离较长。
早在2011年，即有市人大代表提出“太原街站和沈阳站站地下空间打通”的计划，也有呼声要求将太原街地区的地下商业（时尚地下、朗勤商道及地一大道）与商圈内的两个地铁站进行整体连通，但在2018年前都没有实际进展。位于中华路下方的朗勤商道在建设初期即计划利用原有的市政通道口将本站与太原街步行街相连，但因朗勤方面撤出地下道经营而一度搁置。
而在2018年，时尚地下街通过收购朗勤商道得以扩充营业面积，并进行了各项改造与设计，试图使本站与沈阳站站和太原街步行街打通，该段步行街也于2019年正式开业，乘坐地铁的乘客一度可以在本站下车后，利用C3出入口的通道进入时尚地下范围，直达太原街步行街。
2022年8月起，因时尚地下与朗勤商道两间公司存在纠纷，二者签约的业户也与对方公司存在严重纠纷，时尚Pro地下步行街无法经营，C3出入口被关闭，直至2025年1月尚无任何重启计划，前往沈阳站及太原街的乘客只能继续使用沈阳站站前往。

## 历史
- 2010年9月27日 - 本站随1号线开通启用。